# Bušido
Bušido (japanski 武士道, Bushidō) doslovce znači "put ratnika" i opisuje kodeks ponašanja i životnu filozofiju, po kojem djeluju samuraji, te određuje njihov način života. 
Bušido je razvijen između 11. i 14, stoljeća. Sudeći prema japanskom rječniku Shogakukan Kokugo Daijiten definira se kao jedinstvena filozofija bushido.

### Sedam vrlina
1. Gi 義: pravednost
2. Yu 勇: hrabrost
3. Jin 仁: dobrota
4. Rei 礼: ljubaznost
5. Makoto 誠 ili Shin 真: istina i istinitost
6. Meiyo 名誉: čast
7. Chūgi 忠義: vjernosti i Chū 忠: obveza i odanost

## Povezano članci
- Samuraj